# Enzyklopädie der mathematischen Wissenschaften
L’Encyklopädie der mathematischen Wissenschaften mit Einschluss ihre Anwendungen (EmW, Encyclopédie des sciences mathématiques incluant leurs applications) est une encyclopédie rédigée en allemand sous la supervision de Felix Klein et Wilhelm Meyer. Publiée de 1898 à 1933 par B.G. Teubner Verlag, maison d'édition des Mathematische Annalen, elle comprenait 20 000 pages. Au début du XXIe siècle, le Göttinger Digitalisierungszentrum (GDZ) met en ligne l'intégralité de tous les volumes, alors qu'archive.org en propose des sections.
Walther von Dyck fut président du comité chargé de publier l'encyclopédie. En 1904, il publia un rapport préliminaire sur le projet de publication dans lequel la mission d'entreprise apparaît :

« La mission était de présenter une exposition simple et concise, complète en autant que possible, du corpus des mathématiques modernes et de ses conséquences, tout en donnant une bibliographie détaillée sur le développement historique des méthodes historiques depuis le début du XIXe siècle. »

Ce rapport préliminaire (Einleitander Bericht) sert de préface à l'EmW. En 1908, von Dyck fit un rapport du projet lors du Congrès international des mathématiciens tenu à Rome.
Ivor Grattan-Guinness observe :

« Plusieurs des articles furent le premier de leur genre dans leur domaine, et plusieurs sont encore le dernier ou le meilleur. Plusieurs montrent une excellente et profonde analyse du contexte historique. C'est particulièrement vrai des articles sur les mathématiques appliquées, dont ceux en ingénierie, domaine mis en évidence dans le titre. »

Wilhelm Franz Meyer fut nominalement le président fondateur du projet et assembla la partie 1, Arithmétique et Algèbre, publié de 1898 à 1904. La série Analyse, publiée de 1900 à 1927, était coéditée par Wilhelm Wirtinger et Heinrich Burkhardt (en). Burkhardt résuma sa revue extensive de l'histoire de l'analyse mathématique parue dans le Jahresbericht de la Deutsche Mathematiker-Vereinigung pour le compte de l'EmW. La partie 3 sur la géométrie fut éditée par Wilhelm Meyer. Ces articles furent publiés entre 1906 et 1932. La partie 4 se concentrait sur la mécanique et fut éditée par Felix Klein et Conrad Müller. Arnold Sommerfeld édita la partie 5, Physique, série d'articles qui continua jusqu'en 1927. La partie 6 comprend deux sections :
Philipp Furtwängler et E. Weichart coéditèrent Géodésie et Géophysique, dont la publication s'étala de 1905 à 1922. Karl Schwarzschild et Samuel Oppenheim coéditèrent Astronomie, publiée jusqu'en 1933.
Selon Grattan-Guinness, « Les mathématiciens de Berlin, l'autre pôle majeur des mathématiques en Allemagne et une citadelle des mathématiques pures, ne furent pas invités à collaborer à la rédaction de l'EmW et avaient la réputation de se moquer de l'ouvrage. »